# Синяя птица (фильм, 1976)
«Синяя птица» (англ. The Blue Bird) — советско-американский музыкальный художественный фильм-сказка, снятый в 1976 году режиссёром Джорджем Кьюкором по одноимённой пьесе Мориса Метерлинка. Совместное производство советских киностудий «Ленфильм» и «Совинфильм» и американских кинокомпаний «20th Century Fox» и «Эдвард Льюис Продакшн». В фильме снялись знаменитости Голливуда Элизабет Тейлор, Джейн Фонда и Ава Гарднер. Роль Синей Птицы исполнила советская балерина Надежда Павлова.

## История производства
Фильм был снят на волне разрядки международной напряжённости совместно киностудиями «Ленфильм» и 20th Century Fox. В отличие от предыдущих экранизаций, эта четвёртая киноадаптация пьесы Метерлинка стала провальной в прокате и не была замечена критиками.
Фильм целиком был снят в СССР — в Москве, Ленинграде, Пушкине, Павловске (в частности, возле павильона «Эрмитаж» в Екатерининском парке и около Пилль-башни и в Круге Белых Берёз в Павловском парке) и в Ялте возле замка «Ласточкино гнездо».
Первоначально на роль Собаки был приглашён американский артист Джеймс Коко. Однако тот, приехав в Советский Союз, не смог ничего есть из местной пищи, кроме хлеба с маслом. По этой причине у актёра начался приступ болезни желчного пузыря, и Коко заменили Джорджем Коулом.
Танцы исполняли артисты Ленинградского государственного академического театра оперы и балета им. С. М. Кирова и Ленинградского хореографического ансамбля миниатюр.
Снято совместно с «Тауэр Интернэшнл» компанией «Блюберд Продакшнз Лтд.». Съёмки производились на камеру «Панавижн». Обработка плёнки и печать — лаборатории киностудии «Ленфильм» и «Де Люкс».
В 1977 году фирма «Мелодия» выпустила долгоиграющую пластинку с музыкой композитора Андрея Петрова, большей частью не вошедшей в картину. Музыки Ирвина Костала (главные титры, финал и др.) на пластинке нет. В записи приняли участие Ленинградский концертный оркестр под управлением Анатолия Бадхена (автор оркестровки — Владимир Габай), актёр Алексей Феофанов (он выступил в качестве чтеца) и известные ленинградские певцы Владимир Матусов, Гертруда Юхина, Ирина Понаровская и Людмила Сенчина, а также участник ансамбля «Джаз-комфорт» Александр Благирев. Англоязычные стихи Тони Харрисона к песням были переведены на русский язык поэтессой Татьяной Калининой (она также переводила песни, которые в итоге были вырезаны из фильма).

## Сюжет
Однажды маленьких брата и сестру — Тильтиля и Митиль — посетила загадочная старушка с рассказом о больной девочке, вылечить которую может только птица с синими перьями. Колдунья обратилась к детям с просьбой разыскать и поймать эту птицу, чтобы отдать её девочке. Превратившись в прекрасную волшебницу по имени Свет, она подарила Тильтилю волшебный алмаз, который способен наделять человекоподобными качествами как животных, так и различные предметы, даже хлеб, воду, огонь, сахар и молоко. Дети собираются вместе с волшебницей и ожившими предметами в путешествие за Синей Птицей.

## В ролях
- Пэтси Кензит — Митиль
- Тодд Лукинленд — Тильтиль
- Элизабет Тейлор — мать / колдунья / Свет / Материнская любовь (озвучивает Ирина Карташёва)
- Джордж Коул — пёс Тило
- Сисели Тайсон[5] — кошка Тилетта (озвучивает Галина Чигинская)
- Ричард Пирсон — Хлеб (озвучивает Лев Лемке)
- Маргарита Терехова — Молоко
- Георгий Вицин — Сахар
- Валентина Ганибалова — Вода
- Евгений Щербаков — Огонь
- Надежда Павлова — Синяя Птица
- Уилл Гир — дедушка (озвучивает Игорь Ефимов)
- Мона Уошборн — бабушка
- Джейн Фонда — Ночь
- Ава Гарднер — Удовольствие
- Олег Попов — клоун
- Гарри Эндрюс — Дуб
- Роберт Морли — Время
- Леонид Неведомский — отец

### В эпизодах
- Гликерия Богданова-Чеснокова — Удовольствие Есть
- Сергей Филиппов — Удовольствие Ничего Не Понимать
- Владимир Казаринов — Удовольствие Ничего Не Делать
- Григорий Шпигель — Удовольствие Быть Богатым
- Игорь Дмитриев — Удовольствие Быть Красивым
- Людмила Ксенофонтова — Удовольствие Ничего Не Знать
- Юрий Шепелев — Удовольствие Пить

## Съёмочная группа
- Сценарий —  Алексей Каплер, Хью Уайтмор, Альфреда Хейс
- Главные операторы — Фредди Янг, Йонас Грицюс[6]
- Эскизы декораций и рисунки —  Брайен Уайлдсмит
- Художник — Валерий Юркевич
- Художники по костюмам — Марина Азизян, Эдит Хед
- Песни и балетная музыка —  Андрея Петрова
- Русские тексты песен — Татьяна Калинина
- Композитор и дирижёр — Ирвин Костел
- Стихи — Тони Харрисон
- Звукооператоры — Григорий Эльберт, Гордон Эверет, Джон Брамел
- Танцы в исполнении артистов Ленинградского государственного академического театра оперы и балета имени С. М. Кирова и Ленинградского хореографического ансамбля миниатюр
- Генеральный директор картины — Александр Аршанский
- Продюсер — Пол Масланский
- Хореографы — Игорь Бельский, Леонид Якобсон
- Постановка —  Джордж Кьюкор

## Релиз на видео
В 1980-е годы в СССР фильм был выпущен «Видеопрограммой Госкино СССР» на домашних видеокассетах в системе SECAM. В России в 1990-е годы фильм выпускался на VHS студией «48 часов», а с 2000 года — «Ленфильм Видео» в системе PAL. В США фильм выпускался видеокомпанией «FOX Video», с конца 1990-х — «20th Century Fox Home Entertainment» на VHS в системе NTSC. В России в начале 2000-х фильм отреставрирован и выпущен дистрибьютором «Russian Cinema Council» на DVD-дисках.